# سایبریا (بازی ویدئویی ۱۹۹۴)
بازی سایبریا (به انگلیسی: Cyberia) یک اکشن، ماجراجویی با تم علمی و تخیلی است که در ابتدا برای سیستم عامل ام اس داس در ژانویه ۱۹۹۴، سپس دو سال بعد برای کنسول‌های پلی‌استیشن، سگا ساترن و ۳دی‌او منتشر گردید. در تاریخ ۲۹ ژانویه ۲۰۱۵ این بازی توسط GOG.com برای پلتفرم‌های مایکروسافت ویندوز، لینوکس و مکینتاش به صورت دیجیتالی عرضه گردید.
همچنین ادامه‌ای برای این بازی با عنوان «سایبریا ۲: رستاخیز» در سال ۱۹۹۵ برای ام اس داس و ویندوز منتشر شد.

## گیم پلی
بازی سایبریا در طول گیم پلی، از گرافیک پیشرفته و از پیش رندر شده‌استفاده می‌کند. در طول بازی و با وجود خطی بودن داستان، قسمت‌هایی وجود دارد که بازیباز باید تصمیم‌هایی اتخاذ کند که می‌تواند در ادامه داستان تأثیرگذار باشد.
گیم پلی بازی متشکل از چهار حالت مختلف است: گشت و گذار در محیط‌های بازی هنگام راه رفتن، حل کردن معماهای بازی در حالت تمام صفحه، استفاده از یک جنگ‌افزار که در برج قرار دارد برای سرنگون کردن هواپیماها، و پرواز با وسایل مختلف. در هنگام پرواز، سرعت و جهت حرکت هواپیما بر عهده هوش مصنوعی است و بازیباز کنترل آتش اسلحه‌ها را بر عهده دارد.
اسلحه‌های مختلفی در بازی وجود دارد برای مثال در حالت پیاده، اسلحه متصل به بازوی یکی از شخصیت‌ها (زاک)، دارای توان شلیک پالسی می‌باشد. حالت دیگر استفاده از اسلحه در هنگام پیاده بودن شامل تله گذاری است که بازیباز باید با قرار دادن تله‌ها در مکان‌های مناسب اقدام به نابودی دشمنان نماید.
در قسمت شلیک از اسلحه‌های روی برج، دو پرتو انرژی از هر قسمت اسلحه پرتاب می‌شود.
شخصیت ربات بازی (چارلی) هم یک روش جدید برای حمله کردن دارد: یک اسلحه مخصوص که قادر به کشتن تمام دشمنان حاضر در صحنه است.
قسمت حل معماهای بازی نیز تنوع زیادی دارد، برای مثال پیدا کردن رمز عبور رایانه‌ها برای خنثی کردن بمب. شخصیت (زاک) قادر به استفاده از وسیله خاصی است به نام BLADES (مخفف Bi-optic Low Amplitude Displayed Energy System) که توانایی اسکن کردن معماهای بازی را برای پیدا کردن راه‌های کمکی دارد. سه حالت مختلف BLADES عبارتند از:
- اسکن گرمای فروسرخ: جهت ردیابی گرما
- قابلیت ام‌آرآی: جهت دیدن داخل اشیاء پازل و تشخیص راه‌های حل آن
- بیواسکن: قابلیت اسکن بخش‌های زنده در محدوده خاص[۷]

درجه سختی معماها و مبارزات در شروع بازی قابل تعیین است، اما این اجازه به بازیباز داده نمی‌شود که هر دو را در حالت «آسان» قرار دهد. اگر بازیباز این کار را انجام دهد، بازی به اطلاع او می‌رساند که درجه سختی بازی خودبخود بر روی «خیلی آسان» قرار خواهد گرفت.
نسخه ساترن بازی قابلیت پشتیبانی از ماوس و «میشن استیک» را دارا می‌باشد. نسخه ۳دی‌او فقط از کنترلر استاندارد و «میشن استیک» پشتیبانی می‌کند.

## داستان
داستان در حدود سال ۲۰۲۷ و بعد از گذشت ۵ سال از فاجعه اقتصادی جهانی اتفاق می‌افتد، کل دنیا به دو قسمت تقسیم شده و هر قسمت تبدیل به یک قدرت جهانی شده‌اند، «اولین ائتلاف جهانی» (First World Alliance) در غرب و «کارتل» (Cartel) در شرق. رهبر ائتلاف جهانی به نام «دولین» (Devlin) گزارشی دریافت می‌کند مبنی بر اینکه یک سلاح ویرانگر در پایگاه مخفی در سیبری روسیه در حال ساخت است. نام این پایگاه مجتمع سایبریا می‌باشد. برای پیدا کردن رمز و راز این اسلحه، «دولین» یک هکر سایبری به نام «زاک کینگستون» (Zak Kingston) را که محکوم شده بود مورد عفو قرار داده و با تجهیز او، زاک را به عنوان نفوذی روانه مجتمع سایبریا می‌کند.
از آنطرف گروه کارتل نیز که شایعه ساخت یک اسلحه فوق‌العاده قدرتمند را شنیده، سعی در کنترل مجتمع سایبریا می‌کند تا سر از راز ساخت این اسلحه توسط گروه ناشناس در بیاورد. زاک با یک گروه مزدور در یک دکل حفاری نفت از طرف ائتلاف جهانی ملاقات می‌کند و یک جنگده TF-22 تحویل می‌گیرد تا به وسیله آن بتواند به مجتمع سایبریا برسد. در همین حین گروه کارتل به دکل نفتی حمله می‌کند، اما مزدوران که احساس می‌کنند از طرف زاک مورد خیانت قرار گرفته‌اند، قصد کشتن او را می‌کنند. زاک در نهایت موفق به دزدیدن جنگده TF-22 شده و در نهایت پس از عبور از مکان‌های مختلف و مبارزه با دشمنان به مجتمع سایبریا می‌رسد.
در هنگام کاوش در مجتمع سایبریا، زاک با سربازان زیادی از گروه کارتل روبرو می‌شود و در ضمن مجبور به نابودی آزمایشگاه مخفی تولید ویروس مجتمع می‌گردد. زاک در حین کاوش با مجموعه‌ای از روبات‌های مینیاتوری برخورد می‌کند به نام «سایبریون» (Cyberion). «دولین» به زاک اطلاعاتی در مورد وصل کردن روبات‌های سایبریون به مغز زاک می‌دهد و پس از رسیدن زاک به سایبریون، دولین تصمیم به نابودی اسلحه و زاک با هم می‌گیرد. زاک پی به نقشه دولین می‌برد و سایبریون را خنثی می‌کند، در همین هنگام سایبریون به زاک پیشنهاد همکاری می‌دهد که مورد قبول زاک واقع می‌شود و با هم‌راهی مدار زمین می‌گردند تا با دولین رهبر گروه ائتلاف جهانی در سفینه اش روبرو شوند؛ و در نهایت موفق به از بین بردن ایستگاه فضایی و کشتن دولین می‌شوند.

## بازتاب‌ها
| ناشر                     | امتیاز           |
| ------------------------ | ---------------- |
| آی‌جی‌ان                   | ۶/۱۰ (پلی‌استیشن) |
| Maximum                  | (ساترن)          |
| Sega Saturn Magazine     | ۸۲٪ (ساترن)      |
| Coming Soon Magazine     | ۹۰٪ (داس)        |
| پاور پلی                 | ۸۵٪ (داس)        |
| Adventure Classic Gaming | (داس)            |

نقدهای مربوط به بازی تنوع زیادی داشت، اغلب صحنه‌های سینماتیک و افکت‌های از پیش رندر شده بازی مورد تحسین قرار گرفت. به گفته «فیلیپ جانگ» (Philip Jong) منتقد Adventure Classic Gaming، «سایبریا اولین عنوانی است که انیمیشن‌های رایانه‌ای را با تکنیک‌های فیلمسازی هالیوودی ترکیب نموده و کات سین‌ها و صحنه‌های چشم نوازی ایجاد کرده.»
سایت آی جی ان هم در تعریف بازی گفته «استفاده از زوایای مختلف دوربین، صداهای وهم آلود، منابع نوری پرجزییات و کات سین‌های جذاب واقعاً بازیباز را به داخل بازی می‌کشاند»
«اسکیری لری» از گیم پرو در مورد بازی می‌نویسد: «رندرینگ خوب مدل‌های پلی گانی و پشت صحنه‌های پر از جزئیات برای نسخه سگا ساترن». مجله ماکسیموم (Maximum) از بازی تعریف کرده: «گرافیک خوب و خیره کننده» و البته همانند منتقدان مجله سگا ساترن، گرافیک بخش ضد هوایی بازی را اصلاً جالب ارزیابی نکرده‌است.
یکی دیگر از ایرادات وارد بر بازی از سمت منتقد Adventure Classic Gaming اینطور بیان شده «معماهای ضعیف… که با داستان یا گیم پلی بازی هماهنگ نیست» و در پایان اینگونه نتیجه‌گیری نموده «یک بازی زیبای کلاسیک اما بی‌ارزش»
گیم پلی بازی از نظر Radion Automatic منتقد «مجله سگا ساترن» (Sega Saturn Magazine) لذت بخش عنوان شده، اما به گفته او مشکل خواهد بود که آن را به کسی پیشنهاد کند، المنت‌های بخش نقش آفرینی بازی عمق کافی را ندارد و برای علاقه‌مندان جذابیت لازم را ندارد و بخش اکشن بازی یک مقدار ساده طراحی شده برای عنوانی که می‌خواهد یک شوتم آپ فضایی فوق سریع باشد.
مجله ماکسیموم موارد انتقادی را اینگونه بیان می‌کند: «طرفداران اصیل نقش آفرینی در این بازی با نقش آفرینی ضعیف و سطحی رویرو می‌شوند و طرفداران سبک اکشن هم با یک اکشن بی‌حس مواجه خواهند شد».
«اسکیری لری» از گیم پرو از کنترل ضعیف بازی انتقاد نموده و می‌گوید که گیم پلی بازی بسیار بر روی بخش‌های معمایی فوکوس کرده و از پرداختن به قسمت‌های اکشن بازی غافل مانده است.